# The Music of Nashville: Season 1 Volume 1
The Music of Nashville — Original Soundtrack (Season 1, Volume 1) — дебютный альбом-саундтрек американского музыкально-драматического телесериала «Нэшвилл» с Конни Бриттон и Хайден Панеттьер в главных ролях, созданный и производимый Кэлли Хоури при участии Эр Джея Катлера, Ди Джонсон, Джима Пэрриота, Стива Бюкхэннана и Конни Бриттон. Альбом был выпущен 11 декабря 2012 года на лейбле Big Machine Records и в целом хорошо был принят критиками. Он дебютировал с 14 строчки в чарте US Billboard 200, с 4 места в Top Country Albums и возглавил чарт саундтреков с продажами 56,000 копий в первую неделю релиза.
| Оценки критиков    | Оценки критиков |
| Источник           | Оценка          |
| ------------------ | --------------- |
| Allmusic           | [ 1 ]           |
| Barnes & Noble     | [ 3 ]           |
| Common Sense Media | [ 4 ]           |

## Список композиций
| №   | Название                                                   | Автор(ы)                                             | Длительность |
| --- | ---------------------------------------------------------- | ---------------------------------------------------- | ------------ |
| 1.  | «Buried Under» (Конни Бриттон)                             | Chris DeStefano and Natalie Hemby                    | 3:03         |
| 2.  | «If I Didn't Know Better» (Клер Боуэн и Сэм Палладио)      | John Paul White and Arum Rae                         | 2:57         |
| 3.  | «Undermine» (Хайден Панеттьер и Чарльз Истен)              | Trent Dabbs and Kacey Musgraves                      | 3:59         |
| 4.  | «Sideshow» (Чарльз Истен)                                  | Arron Scherz and Brad Tursi                          | 3:03         |
| 5.  | «Wrong Song» (Конни Бриттон и Хайден Панеттьер)            | Sonya Isaacs, Jimmy Yeary and Marv Green             | 3:10         |
| 6.  | «No One Will Ever Love You» (Конни Бриттон и Чарльз Истен) | Steve McEwan and John Paul White                     | 3:42         |
| 7.  | «Twist Of Barbwire» (Джонатан Джексон)                     | Elvis Costello                                       | 3:04         |
| 8.  | «Love Like Mine» (Хайден Панеттьер)                        | Kelly Archer, Justin Weaver, and Emily Shackelton    | 3:22         |
| 9.  | «Telescope» (Lennon Stella и Maisy Stella)                 | Hillary Lindsey and Cary Barlowe                     | 2:27         |
| 10. | «When The Right One Comes Along» (Сэм Палладио)            | Justin Davis, Georgia Middleman, and Sarah Zimmerman | 3:49         |
| 11. | «Telescope (Radio Mix)» (Хайден Панеттьер)                 | Hillary Lindsey and Cary Barlowe                     | 3:17         |

| №   | Название                                                         | Автор(ы)                        | Длительность |
| --- | ---------------------------------------------------------------- | ------------------------------- | ------------ |
| 12. | «I’ll Be There (If You Want Me)» (Сэм Палладио)                  | Ray Price and Rusty Gabbard     | 2:49         |
| 13. | «Love’s Ring Of Fire» (Клер Боуэн)                               | June Carter and Merle Kilgore   | 1:59         |
| 14. | «Undermine (Acoustic Version)» (Хайден Панеттьер и Чарльз Истен) | Trent Dabbs and Kacey Musgraves | 1:53         |
| 15. | «Changing Ground» (Конни Бриттон)                                | Gillian Welch                   | 2:27         |

## Чарты
| Чарты (2012)                      | Пиковые позиции |
| --------------------------------- | --------------- |
| US Billboard 200                  | 14              |
| US Top Country Albums (Billboard) | 3               |
| US Billboard Top Soundtracks      | 1               |